# Mahammed Boun Abdallah Dionne
Pour les articles homonymes, voir Dionne.
Mahammed Boun Abdallah Dionne (), né le 22 septembre 1959 à Gossas (région de Fatick, Sénégal) et mort le 5 avril 2024 à Paris (France), est un homme d'État sénégalais. Il est Premier ministre du 6 juillet 2014 au 14 mai 2019.

## Biographie

### Études
Après l'obtention du baccalauréat série C (mathématiques et sciences physiques) avec mention en 1977, Mahammed Boun Abdallah Dionne poursuit ses études supérieures en France. Il est diplômé en 1983 de l'Institut d'informatique d'entreprise (IIE), alors rattaché au Conservatoire national des arts et métiers (CNAM) à Paris, grande école d'ingénieurs devenue l'École nationale supérieure d'informatique pour l'industrie et l'entreprise (ENSIIE, rattachée aux Mines-Télécoms).
Il est également titulaire d'un diplôme de troisième cycle (DEA / Master de recherche) avec mention, en économie internationale et globalisation, spécialité politiques économiques et sociales de l'université de Grenoble. Il participe à de nombreuses formations organisées conjointement par la Banque centrale des États de l'Afrique de l'Ouest (BCEAO) et l'Institut du Fonds monétaire international. Mahammed Dionne suit également des formations délivrées par l'Institut de la Banque mondiale en particulier sur le financement des infrastructures et leur accès par les plus pauvres.

### Carrière professionnelle
Mahammed Dionne commence sa carrière professionnelle en 1983, à la compagnie IBM France (division des opérations extérieures), à Paris puis à Dakar, en qualité d'ingénieur technico-commercial, avant de rejoindre en 1986, la Banque centrale des États de l'Afrique de l'Ouest (BCEAO). Il occupe successivement au sein de la banque, les fonctions de fondé de pouvoir, sous-directeur, puis directeur. En 1997, il est détaché par la BCEAO auprès du gouvernement du Sénégal.
Dans le cadre de son détachement, Mahammed Dionne occupe, de 1997 à 2003, les fonctions de directeur de l'Industrie au ministère chargé de l'Industrie, puis de chef du bureau économique du Sénégal à Paris avec rang de ministre-conseiller, de 2003 à 2005, et enfin, de directeur de cabinet du Premier ministre Macky Sall de 2005 à 2007.
En juillet 2007, après l'élection de Macky Sall à la présidence de l'Assemblée nationale du Sénégal, Mahammed Dionne y devient son directeur de cabinet, de 2007 à 2008.
Par la suite, il quitte l'administration sénégalaise et rejoint l'Organisation des Nations unies pour le développement industriel (ONUDI) en qualité de représentant résident en Algérie jusqu'en décembre 2010.
De 2011 à mars 2014, il rejoint le siège de l'ONUDI à Vienne (Autriche) où il exerce la fonction de Coordinateur Senior de la Coopération Sud-Sud puis, comme chef du programme pour l'Afrique et les pays les moins avancés.

### Parcours politique
Le 6 juillet 2014, Mahammed Dionne est nommé Premier ministre par le président Macky Sall,. En juillet 2017, lors des élections législatives, il conduit avec succès la liste de Benno Bokk Yakaar (BBY), la coalition gouvernementale sortante, qui remporte 125 députés sur les 165 que compte l'Assemblée nationale. Élu député, il démissionne de l'Assemblée nationale parce que reconduit à la fonction de Premier ministre. Plus tard en 2019, lors de l'élection présidentielle, il est désigné à la tête du Pôle Programme au sein du directoire de campagne du président Macky Sall.
En avril 2019, après sa réélection, le président Macky Sall engage une réforme constitutionnelle qui met en place au Sénégal, un régime présidentiel. La fonction de Premier ministre est ainsi supprimée le 14 mai 2019, mais Mahammed Dionne assure la fonction de ministre d'État, secrétaire général de la Présidence de la République, poste auquel il est nommé le 6 avril 2019 par le président Macky Sall.
En mai 2023, Mahammed Dionne est élu président du conseil d'administration de la Banque internationale pour l’industrialisation et le commerce du Sénégal (une banque majoritairement détenue par le groupe SUNU). Il démissionne en septembre 2023.
Mahammed Dionne est candidat à l'élection présidentielle de 2024. Il n'est toutefois pas soutenu officiellement par le président Sall qui lui préfère Amadou Ba. Dionne quitte alors la coalition au pouvoir même s'il en reste proche. Il tente sans succès d'obtenir le soutien des poids lourds du parti qui contestent le choix de Ba dans le contexte du report, finalement invalidé, du scrutin, et espère en vain le soutien de Macky Sall, dont il est proche,,.
Le 24 mars 2024, jour de l'élection présidentielle, Mahammed Dionne est évacué vers la France pour des raisons de santé et ne participe pas au vote du premier tour. Il meurt le 5 avril 2024 dans le 13e arrondissement de Paris d'une insuffisance rénale,.